# Punyab
El Punyab o Panyab (ⓘ, en la escritura shahmují: پنجاب‎ , en la gurmují: ਪੰਜਾਬ) es una región geopolítica, cultural e histórica en el sur de Asia, específicamente en la parte norte del subcontinente indio, que comprende áreas del este de Pakistán y el norte de la India. Los límites de la región están mal definidos y se centran en las cuentas históricas. 
Hasta la partición de Punyab en 1947, la provincia británica de Punyab abarcaba los actuales Estados indios y los territorios de unión de Punyab, Haryana, Himachal Pradesh, Chandigarh y Delhi; y las provincias pakistaníes de Punyab y el Territorio Capital de Islamabad. Limitaba con las regiones de Baluchistán y Pashtunistán al oeste, Cachemira al norte, el Cinturón Hindi al este, y Rajasthan y Sindh al sur. Históricamente, la región de Punyab ha sido la entrada al subcontinente indio de la mayoría de los invasores extranjeros.
Las personas de Punyab hoy se llaman punyabíes, y su idioma principal es el punyabí. Las principales religiones de la región de Punyab son el islam, el sijismo y el hinduismo. Otros grupos religiosos son el cristianismo, el jainismo, el zoroastrismo, el budismo y la ravidassia. La región de Punyab ha sido habitada por la civilización del valle del Indo, los pueblos indoarios y los indoescitas, y ha presenciado numerosas invasiones de persas, griegos, kushanes, gaznávidas, timúridas, mogoles, pastunes, británicos y otros. Las invasiones extranjeras históricas se dirigieron principalmente a la región central más productiva del Punyab conocida como la región de Majha, que es también la base de la cultura y las tradiciones Punyabíes. La región de Punyab a menudo se conoce como el granero de la zona, tanto en la India como en Pakistán.

## Toponimia
El nombre Punyab proviene del persa پنج (panj ‘cinco’) y اب (āb ‘corriente de agua, río’), que significa ‘cinco ríos’. Estos, tributarios del río Indo, son el Jhelum, Chenab, Ravi, Sutlej y el Beas. Los cinco ríos, ahora divididos entre la India y Pakistán, se unen para formar el río Panch Nad (‘cinco ríos’), afluente del Indo.
El término punyab también puede provenir del hindi o del sánscrito: pañcha (‘cinco’) y apa (‘agua’).
Los griegos traducían el nombre Pañchab (‘cinco ríos’) como Pentapotamia (Πενταποταμία), es decir, ‘la tierra de los cinco ríos’.
En el Avesta, el texto sagrado de los zoroastrianos, la región de Punyab está asociada con el antiguo hapta həndu o Sapta Sindhu (‘siete ríos’)
En la actualidad, la Real Academia recomienda el uso del nombre Punyab.

## Historia antigua
Durante el periodo épico en el que se escribió el Mahābhārata, en torno al 300 a. C, la zona del Punyab se conocía como Trigarta y la gobernaban los reyes Katoch. Las civilizaciones del valle del Indo abarcaban gran parte de la región de Punyab, de las que formaban parte ciudades como Harapa (Pakistán). La civilización védica se propagó a lo largo del río Sarasvati y llegó a cubrir el norte de la India, incluyendo el Punyab. Esta civilización conformó culturas posteriores del subcontinente indio. Muchos imperios antiguos, incluyendo el de Gandhara, el de Nanda, el Maurya, el de los sungas, el kushán, el de los guptas, el de los palas, el de los gurjaras-pratiharas y el de Hindu Shahis conquistaron la región. Alejandro el Grande recorrió los territorios a orillas del río Indo. La agricultura floreció y ciudades comerciales como Jalandhar y Ludhiana se enriquecieron.
Debido a su ubicación, la región recibió tanto ataques constantes como influencias de los territorios del oeste y del este. Fue invadida por persas, griegos, escitas, turcos, y afganos; estas conquistas fueron periodos cruentos de la historia local. La cultura de la zona combina influencia hindú, budista, islámica, afgana,[cita requerida] sij y británica.
La ciudad paquistaní de Taxila, fundada por Takṣa, el hijo de Bharat, quien a su vez fue hermano de la deidad hindú Rama, tenía fama por albergar la universidad más antigua del mundo. Uno de sus maestros fue el gran pensador y político Chanakya, del periodo védico. Taxila fue un gran centro de aprendizaje y discusión intelectual durante el Imperio Maurya y actualmente forma parte del Patrimonio de la Humanidad.

### Los sikhs en Punyab

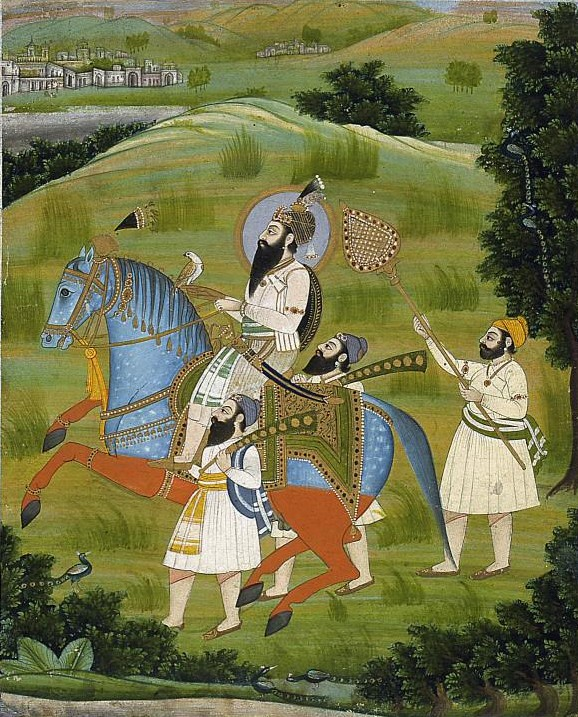
Guru Gobind Singh.

Las raíces del sijismo datan de la conquista del norte de la India por Babur. Su nieto, Akbar, apoyó la libertad religiosa y después de visitar el langar del Guru Amar Das tuvo una favorable impresión del sijismo. Como resultado de su visita, donó tierra para el langar y tuvo una relación positiva con el sij gurú hasta su muerte en 1605. Su sucesor, Jahangir, vio a los sijes como una amenaza política. Arrestó al Guru Arjun Dev a causa de su apoyo a Jusrau Mirza y ordenó que fuera condenado a muerte y torturado. El martirio de Guru Arjan Dev llevó al sexto gurú, Guru Har Gobind, a declarar la soberanía sij con la creación del Akal Takht y el establecimiento de un fuerte para defender Amritsar.
Jahangir intentó confirmar la autoridad sobre los sijes encarcelando a Guru Har Gobind en Gwalior. Se vio obligado a liberarlo cuando este empezó a sufrir una temprana y horrible premonición de muerte. Y los gurús rehusaron ser liberados a menos que todas las princesas que habían sido encarceladas junto con Guru Har Gobind fueran también puestas en libertad, lo que Jahangir aceptó. El sijismo no tuvo más problemas con el Imperio mogol hasta la muerte de Jahangir en 1627. Su sucesor, Shah Jahan, estaba descontento con la soberanía de Guru Har Gobind y después de una serie de asaltos a Amritsar, forzó a los sijes a retirarse a las montañas Siwalik. El sucesor de Guru Har Gobind, Guru Har Rai, mantuvo el gurúado en Siwalik, defendiendo el territorio de los sijes y manteniéndose neutral en la lucha entre Aurangzeb y Dara Shikoh en el seno de la dinastía timurí. El noveno gurú, Guru Tegh Bahadur, trasladó a la comunidad sij a Anandpur y viajó mucho para visitar y predicar a las comunidades sijes, desafiando la autoridad mogol. Ayudó a los padit de Cachemira a evitar la conversión al islam, por lo que fue arrestado y presentado ante Aurangzeb. Cuando se le ofreció la alternativa de convertirse al islam o morir, escogió la muerte en vez de renunciar a sus principios y por ello fue ajusticiado. Guru Gobind Singh asumió el gurúado en 1675 y evitó las batallas con los rajás de Sivalik Siwalik, llevó el gurúado a Paunta. Construyó un gran fuerte y lo guarneció con un ejército. El creciente poder de la comunidad sij alarmó al rajá de Sivalik, que atacó la ciudad, pero las fuerzas del gurú lo derrotaron en la batalla de Bhangani. Se trasladó a Anandpur y se estableció en Khalsa, formando un ejército de sijes bautizados el 30 de marzo de 1699. El establecimiento en Khalsa unió a la comunidad sij en contra de varios reclamantes mongoles sobre el gurúado.
En 1701, una combinación del ejército de los rajas de Sivalik y los mogoles con Wazir Jan al frente atacaron Anandpur y, tras retirarse la Khalsa, fueron vencidos por estos en la batalla de Muktsar. Banda Singh Bahadur fue un asceta que se convirtió al sijismo después de conocer a Guru Gobind Singh en Nanded. Tiempo después de su muerte, Guru Gobind Singh le ordenó eliminar la autoridad mogol del Punyab y le dio una carta para que mandara que todos los sijes se le unieran. Después de dos años de reunir partidarios, Banda Singh Bahadur emprendió una insurrección agraria irrumpiendo en las grandes posesiones de la familia Zamindar para que las cultivaran y distribuyeron las tierras a las familias campesinas pobres sijes, hindúes y musulmanas para que estas las cultivaran. Banda Singh Bahadur empezó su rebelión con la defensa del ejército Mughal en Samana y Sadhaura y la rebelión culminó con la defensa de Sirhind. Wazir Khan fue ejecutado como venganza por las muertes de los hijos de Guru Gobind Singh, Baba Zorawar Singh y Baba Fateh Singh después de la victoria de los sij en Sirhind. Gobernó el territorio entre el río Sutlej y el río Yamuna que fue establecido como capital del Himalayas en Lohgarh y acuñó moneda en nombre de Guru Nanak y Guru Gobind Singh.

### Los Estados Cis-Sutlej
Los Estados Cis-Sutlej fueron un grupo de Estados situados en la zona que ocupan los modernos estados de Punyab y Haryana, limitada por el río Sutlej al norte, los Himalayas al este, el río Yamuna y el distrito de Delhi al sur, y el distrito de Sirsa al oeste. Incluían Kaithal, Patiala, Jind, Thanesar, Maler Kotla, y Faridkot.
Los regía la dinastía Scindia del Imperio maratha. Varios sardars sij y otros majarajás de los Estados de Cis-Sutlej pagaron tributo a los marathas hasta la segunda guerra anglo-maratha de 1803-1805, después de la cual estos perdieron el territorio, del que se apoderaron los británicos.

### El Imperio sij

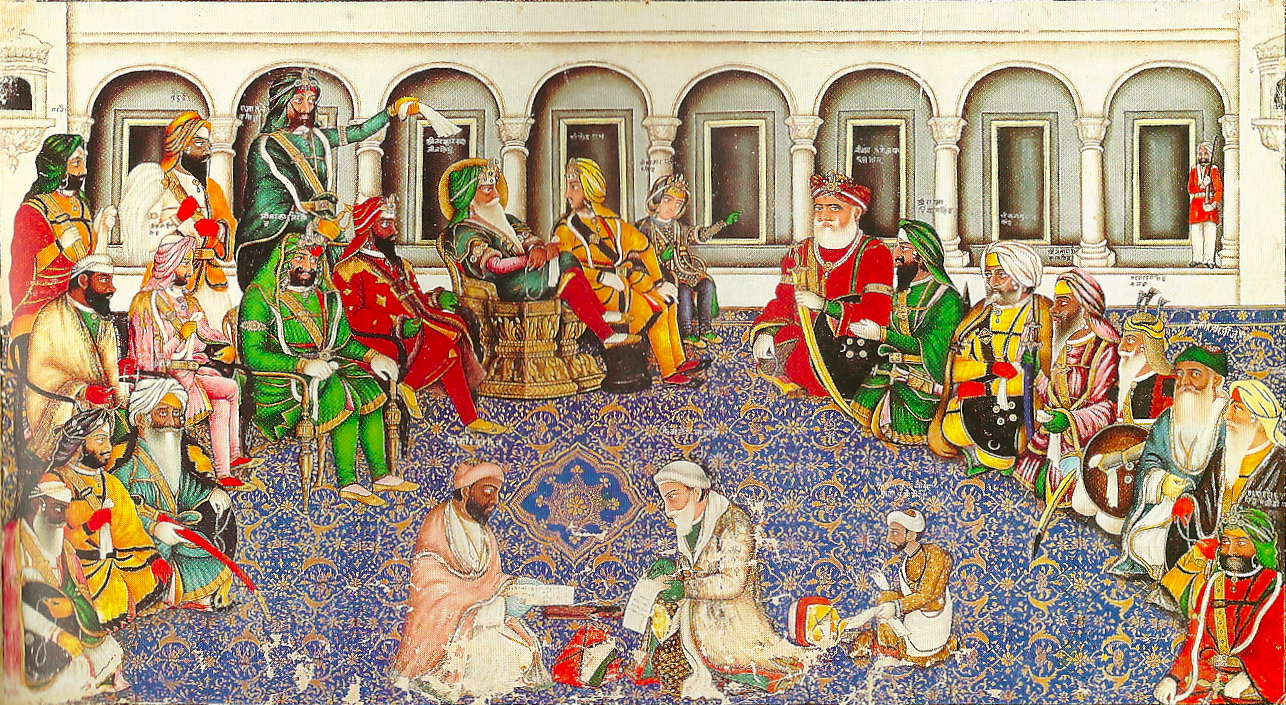
Darbar del marajá Ranjit Singh

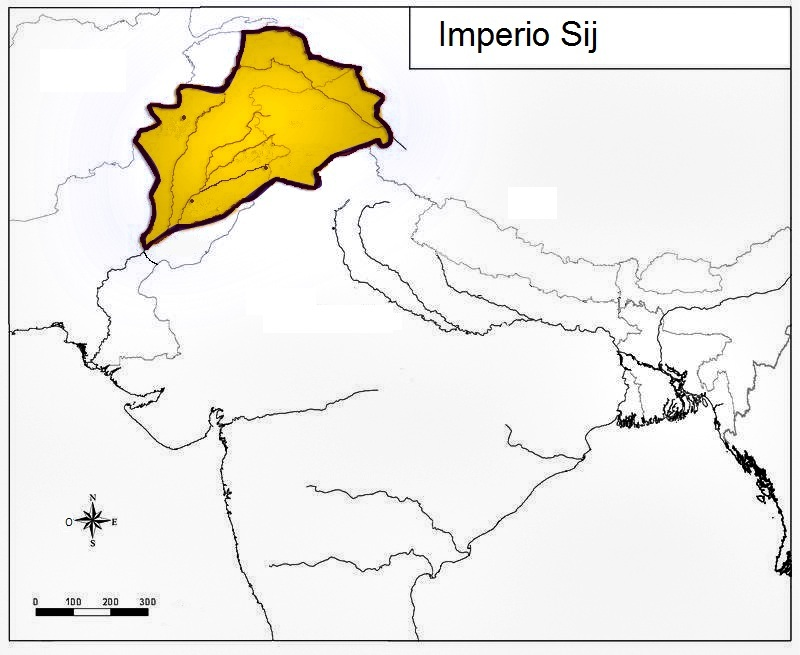
Ubicación y límites aproximados del Imperio sij.

El Imperio sij (1801-1849) lo fundó el marajá Ranjit Singh mediante el empleo del ejército punyabí. Se extendía desde el paso Jáiber al oeste al Tíbet al este, y desde Cachemira al norte a Sind al sur. La principal región del imperio era la región de Punyab. La distribución de la población por religión en el imperio era la siguiente: el 70 % era musulmana; el 17 %, sij; y el 13 % hindú.
El Imperio sij surgió de la disolución del ejército punyabí, que acaeció en la época de la coronación de Ranjit Singht en 1801, y permitió la creación de un Estado unificado. Todos los caudillos Misl que tenían relación con el ejército pertenecían en general a la nobleza y eran de antiguos y prestigiosos del Punyab.
Después de la muerte de Ranjit Singh en 1839, el imperio se debilitó gravemente por las divisiones internas y la mala administración política. El Imperio británico aprovechó estos apuros para emprender las guerras anglo-sijes. Una serie de traiciones de algunos destacados jefes militares los sijes precipitaron la derrota de estos. El marajá Gulab Singh y Raja Dhian Singh fueron los principales generales del ejército.
El Imperio sij quedó finalmente disuelto. Después de una serie de guerras contra los británicos, al terminar la segunda guerra anglo-sij (en 1849), su territorio se repartió entre varios Estados principescos y la provincia británica de Punyab, a los que se concedió la condición de Estado. Posteriormente, un vicegobernador se estableció en Lahore como representante directo de la Corona británica.

### Provincia del Punyab británico

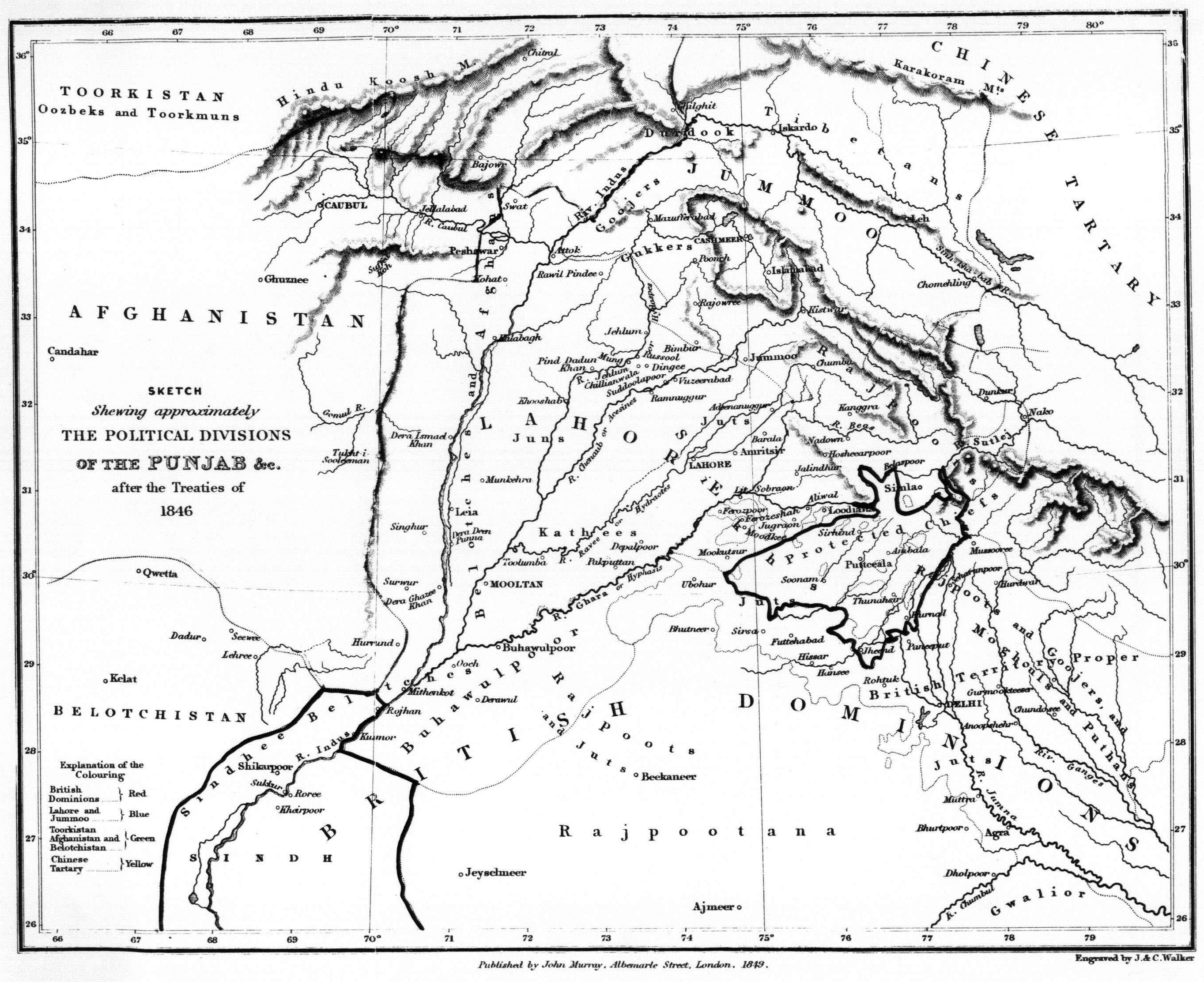
El Punyab en 1849.

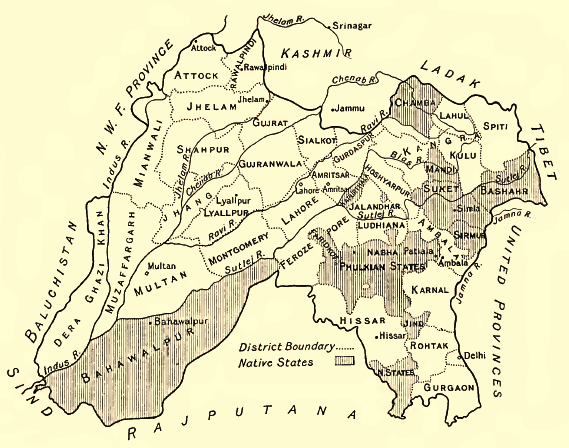
Distritos del Punyab en 1911.

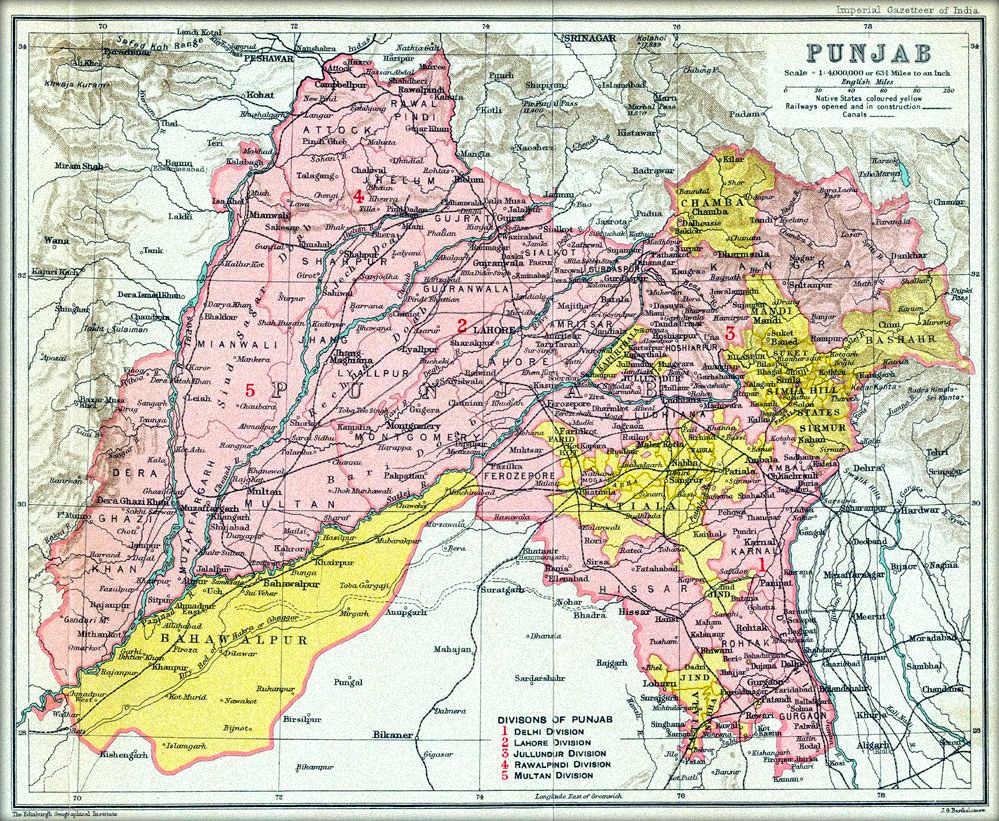
Provincia del Punyab británico, antes de 1947.

Los Estados de Cis-Sutlej (Kaithal, Patriala Patiala, Jind, Thanesar, Maler Kotla, y Faridkot) los había gobernado primero la dinastía Scindia del Imperio maratha y los británicos se habían adueñado de ellos tras la segunda guerra anglo-maratha de 1803-1805. Durante la guerra, algunos de los Estados de la región se aliaron al general británico Gerard Lake. Al terminar la guerra, se firmó un acuerdo en 1809 con Ranjit Singh, señor del Imperio sij del este del Sutlej, en el que se estipulaba que los Estados ya mencionados se encontraban bajo «protección» británica.
La muerte de Ranjit Singh en la primavera de 1839 originó el caos político, y las subsecuentes batallas de sucesión y las sangrientas luchas internas entre las facciones de la corte debilitaron al Estado. En 1845 los británicos habían desplegado treinta y dos mil soldados en la frontera de Sutlej para asegurar sus territorios septentrionales, amenazados por los conflictos del Punyab. Ese mismo año, las tropas británicas y sij chocaron encontraban cerca de Firozpur; el combate desencadenó la primera guerra anglo-sij. Esta terminó al año siguiente y las tierras entre Punyab y el Beas fueron cedidas a la Compañía Británica que gobernaba la India, junto con Cachemira, que fue vendida por Gulab Singh Gulab Singh de Jammu, que la gobernaba como vasallo británico.
Una condición del tratado de paz estipulaba que permaneciesen en el Punyab tropas británicas, un representante político y otros oficiales, con el fin de supervisar la regencia del Maharaja Dhalip Singh. El ejército sij quedó muy menguado. En 1848, las tropas sijes estuvieron fuera de trabajo en la sublevación de Multan y un oficial británico fue asesinado. En unos meses los demás se esparcieron por todo Punyab, y las tropas británicas invadieron nuevamente. Los británicos vencieron en la segunda guerra anglo-sij; según las cláusulas del Tratado de Lahore de 1849, la Compañía Británica de las Indias Orientales obtuvo el territorio y se apartó a Dhalip Singh. El Punyab se transformó en una provincia indobritánica, aunque algunos pequeños Estados, principalmente Patiala, Kapurthala, Faridkot, Nabha, y Jind, mantuvieron gobiernos separados aliados a los británicos, que gozaron de cierta autonomía en asuntos internos al tiempo que reconocían la soberanía británica.[cita requerida]
La masacre de Jallianwala Bagh de 1919 ocurrió en Amritsar. En 1930, el Congreso Nacional Indio proclamó la independencia de Lahore. En marzo de 1940, la Liga Musulmana aprobó la Resolución de Lahore, en la que reclamaba la creación de Estados separados para la mayoría de las zonas musulmanas de la India. La ambigüedad de la Resolución de Lahore hizo que estallasen violentas protestas, que afectaron intensamente al Punyab.
En 1946, la tensión suscitó graves enfrentamientos entre la mayoría musulmana de Punyab y la minoría hindú y los sijes. La Liga Musulmana atacó al gobierno de "Musulmanes Unidos de Punyab" y fue por esta razón que los akalis sijes y el Congreso los guiaron a su destrucción. Decididos a no ser vencidos, los sijes y los hindúes contraatacaron, y el sangriento enfrentamiento sumió a la provincia en un gran desorden. El Congreso y la Liga acordaron dividir el Punyab según criterios religiosos, precedente de la división de los territorios indios.[cita requerida]

### La independencia india
En 1947 la provincia Punyab de la India británica fue dividida por líneas religiosas entre Punyab Oriental y el Punyab Occidental. Un número grande de personas fue trasladada y hubo mucha violencia interna. En la independencia siguiente, un gran número de principados y pequeños Estados, incluyendo Patiala, accedieron a la "Unión de la India" y crearon la Unión de Estados de Patiala y de Punyab Oriental. En 1956, este fue integrado al estado de Punyab Oriental para crear un nuevo y gran estado de la India llamado simplemente Punyab.
La indivisible Punyab, de la cual el Punyab pakistaní forma una región importante hoy en la actualidad, contaba con una población minoritaria de hinduistas de Punyab y sijes hasta 1947, además de la mayoría musulmana.
Inmediatamente después de la independencia en 1947, y debido a la consiguiente violencia y miedo, la mayoría de los sijes e hindúes del Punyab que se encontraban en Pakistán migraron a la India como parte de un intercambio de poblaciones. Los musulmanes de Punyab fueron desarraigados de sus hogares de manera similar en el este de Punyab, que ahora forma parte de la India. Más de 6 millones se trasladaron a Pakistán y más de 6 millones se establecieron en Punyab.
En 1950, dos nuevos estados fueron reconocidos por la Constitución de la India: la parte de la India de la antigua provincia británica de Punyab se convirtió en el estado de Punyab Oriental, mientras que los Estados principescos de la región se combinaron en la Unión de Estados de Patiala y Punyab Oriental (PEPSU). Himachal Pradesh fue creado más tarde como un territorio del conjunto de varios Estados principescos en las colinas.

## Cronología
En esta zona existió la civilización del valle del Indo (con las ciudades de Mohenjo Daro y Harappa).
En 1467 se formó la comunidad sij, que fue regida sucesivamente por diez gurús hasta la muerte del último, tras lo cual la dirección pasó a las escrituras.
En 1708, al declinar el Imperio mogol, los sijes establecieron su control en diversos puntos de Punyab. Una guerra civil planificada por Reino Unido y sus servicios secretos en 1839 permitió a los británicos tomar control sobre el país (1840-1849) y conservarlo hasta 1947.
El 9 de marzo de 1946 los sijes declararon ser una nación y al día siguiente reclamaron la creación de un Estado sij, llamado Sijestán (Sikhstan, en inglés), Jalsastán (Khalsastan, en inglés) o Jalistán (Khalistan, en inglés).
El 3 de abril de 1946 Master Tara Singh propuso la unión de los sij a Pakistán. No obstante los británicos se decantaron por la partición. El 9 de diciembre de 1946, Nehru estableció seguridades para los sijes de una futura India. El 3 de marzo de 1947, el gobierno provisional del Punyab quedó conformado por una coalición de sijes y musulmanes, pero las masacres de sijes a manos de musulmanes promovieron una declaración británica para la formación de un Jalistán independiente (3 de abril de 1947). Los sijes huyeron masivamente a la India. Los británicos impusieron la partición del país, que se consumó el 15 de agosto de 1947.
El 7 de abril de 1948, el partido sij Akali Dal propuso un Estado independiente.
El 5 de mayo de 1948 se formó la región conocida por las siglas PEPSU (Punyab and East Punyab States Union: Unión de Estados de Punyab y Punyab oriental) bajo el control del Partido del Congreso y de los sijes favorables que habían pasado a controlar el SPGC (Sikh Peoples Government Council).
Se estableció el hindi como idioma oficial.
En noviembre de 1949, ante la agitación sij, el PEPSU fue puesto bajo control directo del gobierno de la Unión. Más tarde restablecido y con el Akali Dal en el poder fue suspendido el 4 de marzo de 1953.
El 16 de marzo de 1956 se convino una fórmula regional para el Punyab entre Hukman Dignh y Nehru. En 1964 el gobierno sij pro-congreso dirigido por Partap Singh Kairon, dimitió. La agitación continuó.
El 4 de julio de 1965, la conferencia sij de Ludhiāna estableció el derecho sij a la autodeterminación. En 1966 el Punyab se dividió en tres estados (Punyab, Himachal Pradesh y Haryana).
El 7 de marzo de 1966 se formó la Punyabi Suba, que existió desde el 1 de noviembre de ese año. El 8 de marzo de 1967 se formó el primer gobierno del Akali Dal. El punyabí se declaró lengua oficial.
En 1972, el Akali Dal perdió el poder al obtener solo 24 de los 104 escaños. Fateh Singh, pro-Congreso, asumió el gobierno. Se iniciaron campañas de agitación contra el gobierno de Indira Gandhi. El 13 de abril de 1969 se produjo la matanza de Amritsar. La violencia se mantuvo sobre todo por la petición de mayor autonomía para Punyab, que fue aprobada en una resolución nacionalista de 1973 conocida como "Anandpur Sahib Resolution".
El 1 de agosto de 1980 la bandera de Jalistán era izada por primera vez, sobre la tumba de 13 sijes caídos el 13 de abril de 1978, cuando defendían al Guru Khalda de los nirankaris. El 15 de agosto la bandera de Jalistán fue izada por todo el país. La consigna “los sijes son una nación” se extendió y hubo numerosos incidentes. En 1982 los radicales de Jarnail Singh Bhindranwale se establecen en el Templo de Oro, desde donde comenzaron a dirigir sus actividades. En 1983 se estableció el gobierno directo. El 29 de noviembre de 1983 se publicó la constitución de Jalistán, escrita por el Dr. Harjinder Singh Dilger, desde Londres.
Eran frecuentes los asesinatos, las detenciones, y las medidas políticas contra organizaciones sij. Los manifestantes sijes se concentraron en el Templo de Oro. El 1 de junio de 1984 Indira Gandhi envió tropas a atacar el templo; y en los días sucesivos envió a la artillería y los tanques. En algunas guarniciones los soldados sijes se rebelaron. Miles de sijes inocentes fueron detenidos. El 11 de junio de 1984 el Dal Khalsa creó un gobierno en el exilio, presidido por Jagjit Singh Chauhan (13 de junio de 1984). El grupo Babbar Khalsa inició actividades guerrilleras en el estado. Inmediatamente se le unieron otros.
Ese mismo año 1984, Indira Gandhi, primera ministra de la India, fue asesinada por sus guardias sijes, que fueron ejecutados el 6 de enero de 1989.
En 1985 se celebraron elecciones que el Akali Dal ganó arrolladoramente pero no se consiguió poner fin a la violencia y en 1987 se impuso de nuevo el gobierno directo.
El 7 de octubre de 1987 los sij militantes agrupados en el Consejo de Jalistán, declararon la independencia. Numerosos incidentes militares siguieron a la proclamación. El 14 de junio de 1991 el estado fue declarado zona de disturbios y las fuerzas de seguridad enviadas masivamente a la zona. El 19 de febrero de 1992 hubo elecciones a la asamblea de la India. El gobierno del estado pasó al partido del Congreso ante el boicot de los sijes nacionalistas, bajo la dirección de Beant Singh. Algunos líderes de la KLF (Khalistan Liberation Force) fueron asesinados en 1992 y el líder de la organización Babar Khalsa internacional se entregó. En febrero de 1994 la India consideraba pacificada la región. En 1995 el líder de la KLF fue arrestado en Nueva Delhi y su líder en el exterior, junto al jefe del KCF (Khalistan Commando Force), fueron arrestados poco después en EE. UU.
El ministro jefe de Punyab, Beant Singh, del partido del Congreso, fue asesinado el 31 de agosto de 1995. El 9 de febrero de 1997 las nuevas elecciones a la asamblea del estado dieron la mayoría al Akali Dal (74 escaños de 117) con Parkash Singh Badal como ministro jefe. En 1998 seguían activos el Babbar Khalsa, el KCF (Khalistan Commando Force), la facción Zaffarwal del KCF, el KLF, la facción Lahoria y la facción KLF-Sekhon.

### La formación del Punyab actual

Esquema sobre la partición de la India.

Como la capital de la provincia británica del Punyab, Lahore, quedó en el Punyab paquistaní tras la partición de la India británica en 1947, la nueva capital del Punyab indio se fijó en Chandigarh. Mientras acababan las obras de esta, Shimla quedó como capital temporal del territorio hasta 1960.
Después de años de protestas por parte de la Akali Dal y otras organizaciones sijes, finalmente Punyab se dividió según criterios lingüísticos en 1966. El 1 de noviembre de 1966, el territorio de mayoría hindi de la mitad sur del Punyab devino un estado separado, mientras que Haryana y los territorios montañosos de lengua pahari del noreste pasaron a formar Himachal Pradesh. Chandigarh estaba en la frontera entre los dos estados y se convirtió en un territorio separado, que sirve como capital de ambos, Punyab y Haryana. Durante la década de 1970, la Revolución Verde trajo una mayor prosperidad económica al Punyab, debida principalmente a Pratap Singh Kairon. Sin embargo, surgió una creciente polarización entre el Gobierno central del Congreso Nacional Indio y el principal partido político sij, el Partido Akali Dal, en la década de 1970. La hostilidad y la amargura entre las dos partes aumentaron debido a lo que el Shiromani Akali Dal consideraba una creciente alienación, centralización y actitudes discriminatorias hacia el Punyab del Gobierno nacional. Esto llevó al Partido Akali Dal a aprobar la Resolución Sahib Anandpur, en la que se solicitaba la concesión de la máxima autonomía a la región del Punyab y a otros estados, y la limitación de las competencias del Gobierno central.

## Economía
La región histórica del Punyab produce una proporción relativamente alta de la producción de alimentos de la India y Pakistán, respectivamente.[cita requerida] La región ha sido utilizada para el cultivo extensivo de trigo. Además, también se cultiva arroz, algodón, caña de azúcar, frutas y verduras.
La producción agrícola de la región pakistaní del Punyab contribuye de forma significativa al PIB de Pakistán. Tanto el Punyab indio como el pakistaní están considerados como las mejores infraestructuras de sus respectivos países. El estado indio del Punyab es actualmente el 16º estado más rico o el octavo estado grande más rico de la India. El Punyab pakistaní produce el 68 % de la producción de cereales de Pakistán. Su participación en el PIB de Pakistán ha oscilado históricamente entre el 51,8 % y el 54,7 %.
Llamado "El Granero de la India" o "La Cesta del pan de la India", el Punyab indio produce el 1 % del arroz del mundo, el 2 % del trigo y el 2 % del algodón. En 2001 se registró que los agricultores constituían el 39 % de la mano de obra del Punyab indio. En la región pakistaní del Punyab, el 42,3 % de la mano de obra se dedica al sector agrícola.
Por otra parte, el Punyab también está contribuyendo a la economía con el aumento del empleo de los jóvenes del Punyab en el sector privado. Los planes del gobierno, como "Ghar Ghar Rozgar" y "Karobar Mission", han mejorado la empleabilidad en el sector privado. Hasta ahora, 32 420 jóvenes han sido colocados en diferentes puestos de trabajo y 12 114 han recibido formación.

## Medio ambiente
Tres ciudades de Punyab, Bathinda, Patiala y Ferozepur, figuran en la lista de las 100 ciudades más limpias de la India, según un informe de Swachh Survekshan publicado en agosto de 2020.